# Battaglia di Natale

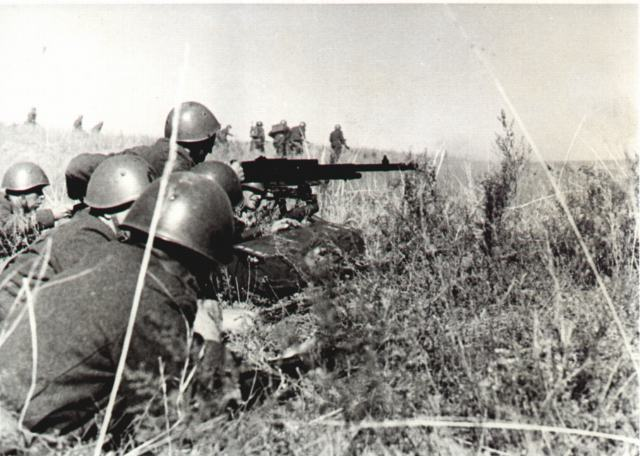
Camice nere della 63ª Legione CC.NN. d'Assalto "Tagliamento" a Petrikowka

La battaglia di natale venne combattuta tra le truppe dello CSIR e quelle dell'Unione Sovietica durante la campagna di Russia dal 25 al 28 dicembre 1941, presso Petropavlivka. La 3ª Divisione celere "Principe Amedeo Duca d'Aosta" composta dai reggimenti 3º e 6º Reggimento bersaglieri furono decimate per difendere duramente le proprie posizioni per tre giorni, finché non dovettero ripiegare al caposaldo del XXV Battaglione, per contrattaccare e riconquistare tutte le postazioni il 28 dicembre. Anche le divisioni Torino e Pasubio furono decimate.
L'obiettivo dell'attacco era aprire la strada verso Stalino e minacciare snodi ferroviari vitali per l'Asse.
L'attacco fu sferrato il giorno di Natale, e fu diretto principalmente contro la Divisione Celere italiana (divisione di cavalleria), successivamente rinforzata da reparti delle divisioni di fanteria 52ª Divisione fanteria "Torino" e 9ª Divisione fanteria "Pasubio".
Nonostante la netta inferiorità numerica, la 3ª Divisione celere "Principe Amedeo Duca d'Aosta" riuscì a mantenere il proprio settore.
I limitati successi iniziali sovietici vennero annullati entro il 27 dicembre, quando formazioni delle divisioni Pasubio e Torino, insieme al 318º Reggimento di Fanteria tedesco (con supporto corazzato), contrattaccarono e riconquistarono il terreno perduto.
Alla fine, al prezzo di 168 morti e 207 dispersi, gli italiani inflissero ai sovietici una sconfitta, causando oltre 2.000 morti tra le loro file; inoltre, catturarono 1.200 prigionieri sovietici, 24 cannoni da 76mm, 9 cannoni anticarro e grandi quantità di mitragliatrici e veicoli.
La vittoria italiana fu dovuta in parte alla stretta collaborazione tra fanteria e artiglieria.